# 电力船

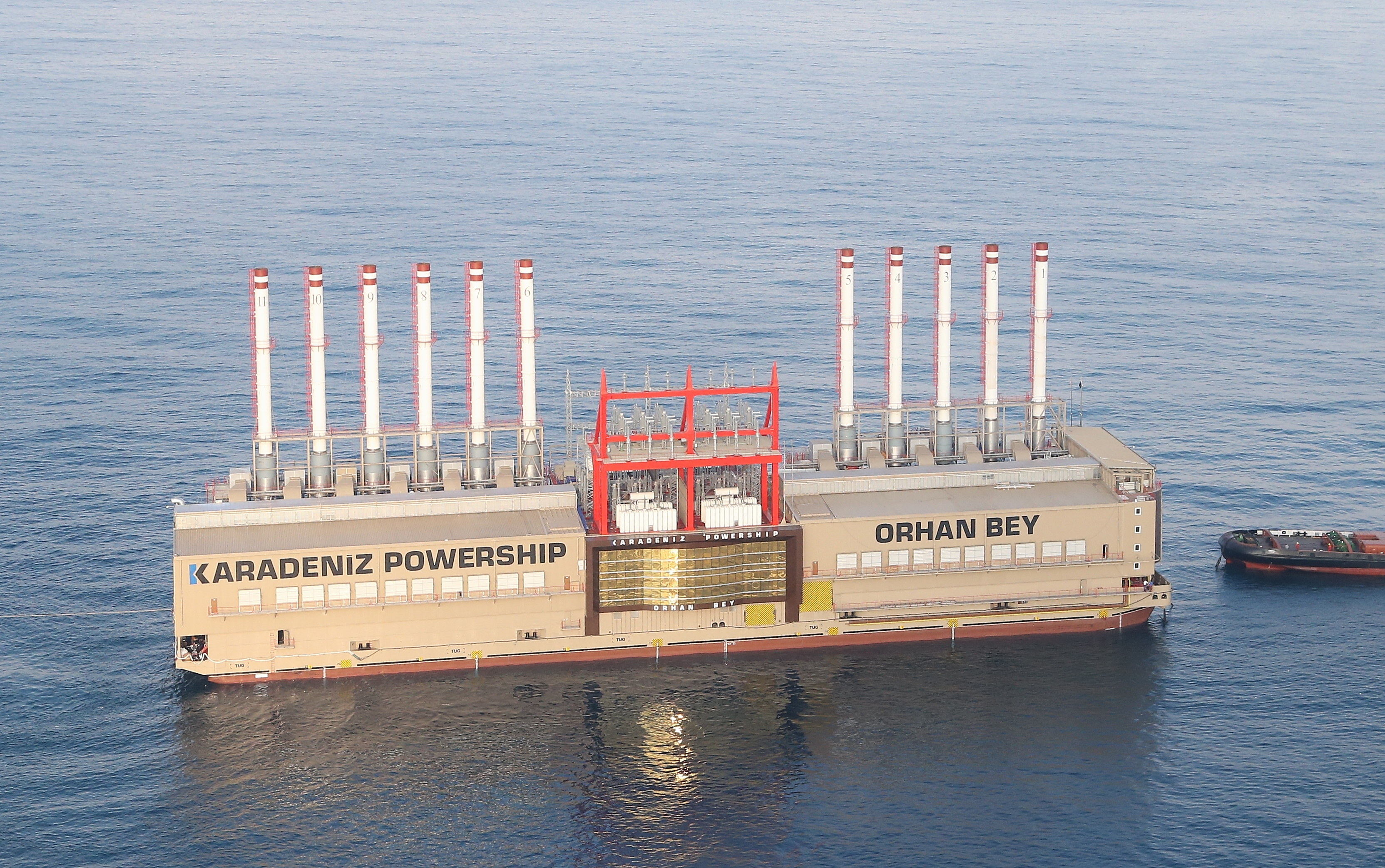
MV Orhan Bey，一艘电力船，前身为散货船。

电力船（或發電船）是一种特殊用途的船舶，其上装有發電廠以作为發電的設備。
电力船由现有船舶改装而成，是自行推进的，可随时为发展中国家提供基础设施，并在需要时接入国家电网。非机动的電力船，称为电力驳船，是安装在甲板驳船上的发电厂。这些有时被称为“浮动发电厂”或“驳船式发电厂”。它们最初是在二战期间由通用电气为战争生产委员会开发的，作为一种可运输的大型发电资源。
电力船或电力驳船可配备单个或多个燃氣渦輪發動機、往复式柴油和燃气发动机、锅炉或核反应堆用于发电。 必維國際檢驗集團是一家在监督造船和发电厂开发方面具有经验的国际认证机构，将此类浮动发电厂归类为“特殊服务发电厂”。 

## 历史
最早的电力舰之一是在1918年建造、隸屬於美國海運委員會的Jacona號 ，它在1931年由弗吉尼亚州的纽波特纽斯造船和乾船坞公司改造为缅因州奥古斯塔的新英格兰公共服务公司。奥古斯塔公司的总裁萌生了这个想法，是在某一个冬天，一场严重的冬季风暴摧毁了新英格兰的许多主要输电线路。 Jacona的作用是尽可能靠近受灾地区并接入当地电网，恢复电力。在夏季的几个月里，Jacona 将连接到度假区的电网，那里的电力需求在淡季非常低，而在暑假期间却非常高。Jacona 配备了蒸汽锅炉，驱动两台发电机，每个都可产生10百萬瓦。 
有一次，在灾难袭击当地社区并导致商业电网瘫痪时，美国海军使用其潜艇，这导致了为美国海军建造电力舰的想法，而美国海军早期的一艘电力舰是USS 萨拉纳克号，之前是美国海军的舰艇。 Saranac是 1942 年建造的補給艦，后来她在二战后转为一艘电力舰，在美国海军和陆军服役。 1957 年，她被出售给纽约市的 Hugo Neu 公司，然后被国际钢铁和金属公司用作国外的电力设施。 1959年，她改名为萨默塞特。

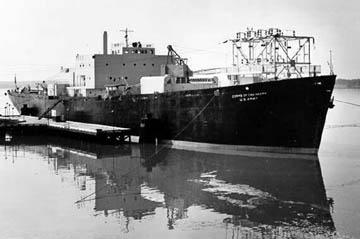
第一艘浮动核電力船MH-1A

第一艘浮动的核反应堆船是MH-1A，于1968年至1975年在巴拿马运河区使用。这艘船（名为 Sturgis）在 2015 年至 2019 年期间退役并报废。 
与其他形式的发电厂相比，电力驳船和电力船具有许多优势。由于它们的机动性，电力船可以连接到当地电网，以在现场发电厂不足或建造新发电厂需要时间时临时满足需求， 而船上的双燃料发动机可以由以下任一驱动液体燃料或气体。电力驳船和电力船能够使用需要她的地点的任何可用基础设施。  

## 現今
一些最近建造的电力船是现有的大型散裝货船，它们配备了二手的往复式发动机和全新最先进的大口径双燃料柴油发动机，这些发动机使用重质燃料或天然气发电， 並配备了相关的变压器和配电盘。唯一其他種類的电力舰，就是美国海军舰艇。由于建造成本较高，應用新的专用船的电力船不会与专用电力驳船竞争。机组人员宿舍和推进系统在电厂运行期间未被充分利用，这樣的情形会一直持续到电厂的寿命結束。
预计电力驳船或电力船可以在一个地方停泊，平均租期为 3 至 5 年，或根据 PPA 长达 20 年。出于这个原因，如果已经建造了电力船，则可以在一段时间内弥补差距，直到当地发电厂建成或电力供应的高需求结束。 
Karadeniz Powership Co. Ltd. 以Karpowership的名义交易，是Karadeniz 能源集团在土耳其的子公司，开发并实施了一个名为“友谊的力量”的项目，旨在为 10 多个短缺-提供总计 2,010百萬瓦的电力。中东、北非和南亚受灾国家，截至 2010 年底共有 10 艘不同船只。  该项目的第一艘电力船可提供 144 百萬瓦的电力，于 2010 年初在伊拉克东南部巴士拉附近的海岸附近投入使用， 第二艘电力船正在前往同一地点的途中。 该公司还与巴基斯坦签订了合同， 但巴基斯坦政府终止了该项目。此案目前正在世界银行法庭审理。
所有其他电力船建造商都已倒闭，事实已证明电力驳船更具成本效益。
在1990年代，电力驳船成为向发展中国家提供能源的一种流行方式，建造电力驳船的公司包括通用电气、西屋电气、瓦锡兰和MAN集團等设备供应商； Smith Cogeneration、 AES Corporation、 GMR Vasavi等开发商运营浮动发电厂，他的客户位于纽约市（美国）、库尔纳（孟加拉国）、多米尼加共和国、巴西、厄瓜多尔、安哥拉、尼日利亚、泰国、埃法苏（加纳），以及菲律宾、牙买加、肯尼亚和马来西亚。Power Barge Corporation、 Waller Marine Inc 、现代、IHI Corporation和三井集團等等工程公司、采购公司和建造公司提供燃气轮机电力驳船建造项目，Karadeniz Energy、MAN 和 Wärtsilä 提供中速发动机电力驳船。
如今，部署在全球並运营中的电力驳船超过75艘。电力驳船的利用率在95%左右，任何时候全球市场上只有一到两艘电力驳船是空閒的。
2011年4月，Waller Marine在委内瑞拉完成了将两艘大型浮式发电驳船安装到 Tacoa 准备好的盆地中。两艘 171 百萬瓦的驳船，每艘都提供GE 7FA双燃料工业燃气轮机，并已连接到电网，并很快为加拉加斯提供急需的电力。Power Barge Corporation最近向安哥拉交付了一艘96百萬瓦的燃气轮机电力驳船，向巴拿马交付了一艘72百萬瓦的瓦锡兰电力驳船，向委内瑞拉交付了一艘 105 百萬瓦的燃气轮机电力驳船。
2010年代，俄罗斯建造了一艘大型核电力驳船羅蒙諾索夫院士浮動核能發電廠(Akademik Lomonosov)，用于替换楚科奇东北部地区老化的比利比诺核电站。自 2019 年底以来，它在佩韦克市投入运营，为附近的金矿和定居点提供供应。2018年，两家中国公司宣布将为南海诸岛建造一支核电力驳船船队。 

## 參照
- MH-1A ，要作为陆军核电计划中的一部分而建造的浮动发电站
- 俄罗斯浮动核电站
- 浮體式離岸風力發電